# Zaj
Zaj a hasznos információhoz hozzáadódó felesleges, ahhoz nem tartozó jel, amely a hasznos jel értelmezését nehezíti.
A zaj több eltérő frekvenciájú és intenzitású jel zavaró összessége. A jelek forrása és frekvenciaspektruma attól függ, milyen zajról van szó.
A rádiófrekvenciás zajok frekvenciájuktól függően a rádió adás-vételt vagy a TV vételt zavarják.
Szintén zajként jelentkezik a képek digitalizálása, tömörítése következtében előálló kvantálási zaj, ami képminőség-romlással jár. A különböző elektromos berendezések keltette zajok részben a rádiófrekvenciás spektrumban kerülnek kisugárzásra, de egy részük a hálózati csatlakozó kábelen keresztül, galvanikusan terjed, így bármilyen más, elektromossággal működő készüléket zavarhat.
Az információelméletben a zaj csökkenti a kommunikációs csatornán átvihető információmennyiséget, azaz csökkenti a csatorna kapacitását. Különféle kódolási eljárásokkal csökkentik ennek a zajnak a hatását.
A zaj leírására nem alkalmas egyetlen szám (például a hang intenzitása), ezért azt többnyire egy színképpel írjuk le.
Zajnak nevezzük az észlelt jelet akkor is, ha nincs olyan értelmes jel, amelyet elfedne és önmagában felesleges (például utcai zaj, háttérzaj).
A zajszennyezés egy határértéken felül jelentkező erősségű, 65 dB fölött.

## A zaj definíciója[1]
A zaj egy időben változó mennyiség. Ha áramerősség formájában mérjük, akkor zajáramról {\displaystyle I(t)}, ha feszültség formájában mérjük akkor zajfeszültségről {\displaystyle U(t)} beszélünk.
Mérésekor definiálhatjuk a mért mennyiség időbeli átlagát {\displaystyle \langle I(t)\rangle }, {\displaystyle \langle U(t)\rangle }, illetve az átlagtól vett eltérést:
{\displaystyle \Delta I=I(t)-\langle I(t)\rangle } vagy {\displaystyle \Delta U=U(t)-\langle U(t)\rangle }
A zajt jellemezhetnénk egyszerűen a zajáram vagy zajfeszültség szórásnégyzetével
{\displaystyle \langle (\Delta I(t))^{2}\rangle } vagy {\displaystyle \langle (\Delta U(t))^{2}\rangle }
Egy adott eszköz zajszintjét az eszközre jellemző adott frekvenciatartományban, frekvenciasávban, (spektrumban) értelmezzük. A zajszintet így egy {\displaystyle f_{0}} középfrekvencia körüli {\displaystyle \Delta f} sávszélességű tartományban értelmezzük. Az ebben a tartományban kapott szórásnégyzetet a zaj spektrális sűrűségének nevezzük:
{\displaystyle \langle (\Delta U(t|f_{0},\Delta f))^{2}\rangle =S_{U}(f_{0})\Delta f;(V^{2}/Hz|V/{\sqrt {Hz}})}
vagy
{\displaystyle \langle (\Delta I(t|f_{0},\Delta f))^{2}\rangle =S_{I}(f_{0})\Delta f;(A^{2}/Hz|A/{\sqrt {Hz}})}
Egy egyszerű ellenállás esetén {\displaystyle \Delta U=R\Delta I;S_{U}=R^{2}S_{I}}.
Ha egy erősítő bemenetét rövidre zárjuk, a várt 0V kimeneti érték helyett a kimeneten ettől eltérő feszültségértéket mérünk. Ezt a mért feszültségértéket nevezzük az erősítő zajfeszültségének.

## Környezeti zaj
A városi zaj elleni küzdelem története a római időkre nyúlik vissza. Annak idején Julius Caesar dekrétumot adott ki, mely előírta, hogy vásár- és ünnepnapokon az utcákon csak gyalog szabad közlekedni. Claudius császár pedig mindenféle kerekeken guruló járművet kitiltott Rómából.
Később a középkori városokban külön törvényeket hoztak a csendháborítók ellen. Legtöbbször harang alá ültették őket, és húzták a harangot.

## Akusztikus zaj
Az emberi környezetben gyakorlatilag állandóan jelenlevő – nemkívánatos – hangjelenségek összessége. Állandó zajban élünk: gyakorlatilag a hangsík egyharmad részét a környezet zaja foglalja le. Életünk tipikus környezeteihez (forgalmas utcák, lakószobák stb.) tipikus zajok tartoznak.
A hangátviteli berendezésekben (mikrofon, hangerősítő stb.) is keletkezik a hangszórón keresztül megnyilvánuló akusztikus zaj. Az ilyen önzaj nagyságát dB-ben (decibel) (régebben neper-ben) szokták megadni a maximális hasznos kimenő szinthez viszonyítva. Szubjektív hatása erősen frekvenciafüggő, ezért – fonban való megadása is szokásos (Fletcher-görbék).
Általában a környezetben fellépő akusztikus zaj, valamint a hangátviteli berendezésben keletkező önzaj nagysága szabja meg a hangátvitelben elérhető dinamikát.

### Hallószervi hatások
A hallószervi hatások magában a hallás szervében okoznak károsodást, mely akkor következik be, ha valaki tartósan ki van téve magas zajszintnek, esetleg egy akusztikus trauma (például egy robbanás vagy hangos koncert) okozhat azonnali halláskárosodást, átmeneti süketséget, vagy fülcsengést (tinnitusz).
A nagy intenzitású zajt úgy definiáljuk, mint olyan akusztikus zaj, amely halláskárosodást okozhat. Általánosan elfogadott tény, hogy a 85 dBa szint alatti hangoknak nincs hallószervi hatása, de vannak arra utaló jelek, hogy hosszú távon az alacsonyabb zajszintek is okozhatnak hallószervi problémákat. Ha ezt is figyelembe vesszük, akkor a biztonságos zajszint valahol 70 dBa körül húzható meg.
Napjaink legtöbb PC-je 35 és 50 dBa közötti zajszintet produkál, és tudomásunk szerint nincs olyan PC vagy más IT eszköz, amely közel kerülne a biztonsági határértékhez.  Ezért kijelenthetjük, hogy nincs ismert hallószervi hatása ezen gépek használatának, még hosszú távon nézve sem. Ez a működés közbeni alapzaj (zúgás), ami nem vonatkozik a lejátszott hangokra, azok lehetnek ennél hangosabbak is.

### Nem hallószervi hatások
A nem hallószervi hatások elsősorban agyi szinten fejthetik ki hatásukat, majd másodsorban az agyi reakciókra reagálva, közvetett módon léphetnek fel negatív reakciók az emberi testben. Mivel a zaj a definíció szerint nemkívánatos hang, ezért minden nulla dBa feletti felesleges hangot zajnak tekintünk, legyen az akármilyen halk.
Részben nem hallószervi hatás az elektroszmog, ami bármilyen elektromágneses, rádiófrekvenciás készüléktől, vagy természeti jelenségtől eredhet.

### IT eszközök
Az IT eszközök alacsony intenzitású hangokat, vagyis zajt bocsátanak ki. Ezzel kapcsolatban már több tanulmány is készült, és vannak kimutatható eredmények is, de a következőkben leírtak mégis csak feltevéseken alapulnak, mert a mai napig nem született mindenkit meggyőző bizonyíték.
"Stress and Open-Office Noise"
Ezzel a címmel látott napvilágot az "Applied Psychology" folyóiratban 2000-ben napjaink egyik legfontosabb tudományos tanulmánya azzal kapcsolatban, hogy milyen hatással van az emberek egészségére az alacsony intenzitású zaj. Rövid konklúzió, hogy miután a tesztalanyokat 3 óráig tették ki szimulált "irodai" zajnak, szervezetükben megemelkedett az adrenalin szintje. Ez a szervezet védekező mechanizmusának jele, melyet jelen esetben a stressz váltott ki, a mellékvesében ezért növekedik az adrenalin termelés (pontosabban adrenalin és noradrenalin hormon jut a véráramba kb. 8:2 arányban). Ennek következtében az egész szervezetben egyensúlyi változások lépnek fel, a test úgynevezett szimpatikus állapotba kerül. Fokozódik a sejtek oxigénellátása, gyorsul a hőcsere, a zsigeri szervekben szűkülnek, a vázizmokban pedig tágulnak az erek, gyorsul a szívverés, emelkedik a vérnyomás, a vércukorszint és a szabad zsírsavak mennyisége a vérben.
A izmok feszültebbé válása okozza az izgalom azon tipikus tünetét, melyet „gyomorideg”-nek is szokás nevezni. A hasizmok megfeszülése nyomást gyakorol a bélrendszerre, innen ered a köznyelvben gyakran fellelhető különböző megfogalmazás, mely az izgalmat és a "székletürítési ingert" párosítja. Ezek a reakciók teljesen természetesek, a testet felkészítik nagyobb fizikai és szellemi teher elviselésére. De ha a szervezet túl sok időt tölt ebben a megfeszített, "szimpatikus" állapotban, akkor nincs ideje a relaxációra, a tartalékok újbóli felhalmozására, és ennek már súlyos, egészségkárosító hatásai lehetnek. Például a felesleges zsírsavak lerakódhatnak az érfalakra és érszűkületet okoznak, mely idővel növeli a infarktus kockázatát.
Egy tanulmány az alacsony intenzitású zajban nyújtott szellemi teljesítményről:
Szimulált szélzaj, ventilátorzaj mellett teszteltek 26 embert, 26 és 57 év közöttieket (az átlagéletkor 40). Különböző bonyolultságú feladatokat kellett megoldaniuk a szimulált környezetben. Az eredményeket számítógéppel figyelték, mely főleg a válaszok helyességét és a hozzájuk tartozó reakcióidőket regisztrálta. Az első grafikonon a reakcióidő van ábrázolva egy 5 perces időperiódusban, ahol a negyedik percben szüntették meg a zajforrást. A második grafikonon a hibaarány látható, szintén a negyedik percben szűnt meg a zajforrás.
A zajtól a stresszig nem is olyan hosszú az út:
Az emberek nem tudják becsukni a fülüket, hogy akusztikusan kirekesszék környezetüket. Ennek elsősorban fejlődéstörténeti magyarázata van, evolúciónk során nem véletlenül alakult ez így ki. Mint ahogy a vadállatok sem, úgy az ősember sem érezhette magát soha teljes biztonságban, így alvás közben is hagyni kellett egy mentőövet, mely veszély esetén figyelmeztet, így hirtelen zajra, vagy akár az alig hallható neszre is felébredhetett, biztosítva a lehetőséget a menekülésre, vagy a megelőző csapásra. De jelen világunkban is szerepe van ennek a tudat alatti figyelemnek, gondoljunk csak az édesanyákra, akik a gyermek sírására, mocorgására azonnal felébrednek.
Ez felveti azt a problémát, hogy ami az ember hallókörzetében van, azt hallja, agyának fel kell dolgoznia, majd el kell választania a valódi információt a zajtól. Vagyis minden, a fül által érzékelt hang feldolgozásra kerül.
A figyelem aktív folyamat, az aktív folyamatok pedig energiába kerülnek. Ahogy energia kell a PC, a nyomtató, a tv és minden más elektronikus berendezés működtetéséhez, úgy az emberi agynak is energiára van szüksége, hogy ellássa feladatát. Ahogy a számítógépnek is vannak korlátai, úgy az agynak is. Időpillanatonként csak meghatározott mennyiségű energia áll rendelkezésére, hogy a párhuzamos feladatokat feldolgozza (ezt a tudomány "Working Memory" néven említi).
Az egész probléma ezen alapszik, hogy a zaj is figyelmet és energiát követel az agytól, hiszen ahhoz fel kell dolgozni a hangot, hogy el lehessen dönteni róla, hogy információ, vagy felesleges zaj. Bizonyos értelemben a PC zaja is hordoz információt: arról tájékoztat minket, hogy be van kapcsolva és működik, a vincseszter pedig kerepeléssel emlékeztet minket létezésére. De ez számunka hanyagolható információ, tudjuk, hogy be van kapcsolva, mi kapcsoltuk be, dolgozunk rajta. (Egy sportautónál más a helyzet. Ott is csak a működéséről kapunk visszajelzést, de a motor fordulatszáma és az ikerturbó sípolása amellett, hogy akusztikus élmény a sebesség szerelmeseinek, tájékoztatják a vezetőt, hogy milyen sebességgel haladhat, vagy hogy mikor kell sebességet váltani).
A fontos információk kiválogatása egy nagyon bonyolult és hihetetlenül összetett feladat. Az egészséges emberi agy mégis magasan a mai technológia felett áll jelfeldolgozás tekintetében. Igen ám, de a túl sok stressz – ami szintén rengeteg energiába kerül -, vagy valamilyen betegség hatására az adatok szétválogatása problémát okozhat, és az akusztikus zaj súlyosan megnehezítheti ezen emberek mindennapjait. Az idősebbeknek is nehézséget okozhat az információ és a zaj szétválasztása.
Az emberek többségét kellemetlenül érinti az IT eszközök zaja. Nem szeretjük azt, ami kellemetlen, arra törekszünk, hogy környezetünk a lehető legkomfortosabb legyen. Ez a zaklatottság természetes reakció, ha az ember számára kellemetlen hatásnak van kitéve. Tudat alatt, agyi szinten megpróbáljuk magunkat függetleníteni a zajtól, de ez is energiát követel. Ez a folyamatos „harc az elemekkel” teljesen lefárasztja a szervezetet, és ha egyébként is fáradtak vagyunk, és mondjuk otthon az esti csöndben zúg a gép, vagy egy sötét előadáson süvít a projektor, akkor nem csoda, ha nem tudunk koncentrálni a feladatunkra.
Következőkben szintén agyi szinten lejátszódó folyamatok következnek. Természetes módon a zavaró tényezőt megpróbáljuk megoldani, de a zaj elől nincs menekvés fejlett világunkban.
Ez a tehetetlenség hosszú távon negatív stressz formájában tovább erősödik. Ennek első jelei a fáradtság és az alvászavarok. Aztán nincs megállás a lejtőn, beindul az ördögi kör, ugye dolgozni kell, nem állhatunk le egy pillanatra sem, taposunk tovább a mókuskerékben, és előbb-utóbb a fent említett, a stressz mellékhatásaként fellépő egészségügyi problémák megjelenhetnek. Ebben az a legmegdöbbentőbb, hogy ez tudat alatt megy végbe, már csak a kellemetlen mellékhatásokra figyelhetünk fel.
Persze erre nincs egyértelmű bizonyíték, tekinthetjük ezt a folyamatot legrosszabb esetnek, de ezen gondolatok, melyeken ez az okfejtés alapszik, szinte kivétel nélkül bizonyítottak.
Frekvenciatartományok:
Biológiai meghatározás szerint az emberek 20 Hz-től 20 kHz-ig (20 000 Hz) hallanak. Ez egy átlagolt adat, az érzékelhető tartomány egyetlen ember szempontjából is változik a kor előrehaladtával; csecsemőkorban ez jóval szélesebb is lehet (főleg a magasabb hangok irányában), de a hallócsontok elmeszesedésével az alsó és felső küszöb közelebb tolódik egymáshoz, vagyis szűkül az érzékelt hangok tartománya.
A 20 Hz alatti hangot infrahangnak, a 20 000 Hz felettit ultrahangnak nevezzük. Infrahangokat nagyméretű berendezések (pl.: hidak), légkondicionálók keltenek, de egy autó utasterében is keletkezhetnek a vibrációk hatására. A PC-kben alkalmazott, gondatlanul megtervezett, rossz minőségű ventilátor is létrehozhat infrahangokat. Ezek a légkeverők a vibráció és a turbulencia hatására megközelítőleg 5 Hz-es hangot bocsátanak ki.
Minden testnek van egy úgynevezett belső frekvenciája, így az emberi szerveknek, testrészeknek is.
Például:
- fej: 3 – 6 Hz
- agy: 6 – 8 Hz
- szem: kb. 18 Hz

Az előbb említett 5 Hz felerősíti a fej és az agy belső rezonanciáját, a szervek mozgásba jönnek. Ez végül is a fizikából ismert rezonancia esete.
Attól nem kell rettegni, hogy kiszakad az agyunk a helyéről, de ezzel magyarázható az idegrendszeri fáradtság, fejfájás, hányinger és a rossz közérzet, melyet ilyen hangok hatására tapasztalhatunk.

## Elektromos zaj
Olyan zaj, amely a hasznos jelek vételét (rádió, tévé, mobiltelefon, stb.) általában a tápfeszültségen keresztül zavarja. Fő forrása a különféle terhelésű mechanikus és elektromos berendezések, legfőképpen villanymotorok, melyek működésük közben elektromágneses jeleket bocsátanak ki.
Másodlagos értelemben ide értik az elektromos berendezések által kibocsátott „elektroszmogot” is, ami alatt az adott berendezés környezetében létrejövő elektromos és mágneses teret értik.

## Képzaj
Habár a zajt rendszerint a hangokhoz kötik, képeken is jelentkeznek zajok. A fényképezőgép, a kamera érzékelőit is érintheti az elektromos zaj, és a fényérzékeny emulzió szemcsézettsége is vizuális zajt okoz. Erre a zajra szemcsézettségként utalnak.
A számítógéppel készült két-, vagy háromdimenziós képek is zajosak lehetnek. A számítógéppel készült képeket sokszor zajosítják, hogy így természetesebbnek nézzenek ki. A képek digitalizálásával kvantálási zaj keletkezik. Emellett még más zajféleségek is előfordulnak, mint például az a zaj, ami a monokróm bitképeken gyakran látható. Ebben minden pixel a szomszédoktól függetlenül egy adott kis valószínűség szerint lesz fehér, egy hasonlóan kis valószínűséggel lesz fekete, és egy egyhez közeli valószínűséggel változatlan marad. Színes képeken is jelentkezhet; ekkor különféle színek jelennek meg az egyes összetevők szerint.
Ezeket a zajokat a megfelelő szűrőkkel lehet csökkenteni.

## Gének
A gének aktivitása is zajos. A transzszkripciós zajok még azonos genetikai háttér esetén is különbséget okoznak a génkifejeződésben, így még az egypetéjű ikrek is különbözőek lesznek. A zajt a sejteknek ki kell küszöbölniük, vagy integrálniuk kell. A mikrobák számára ez a zaj előnyös, ugyanis lehetővé teszi a túlélést a gyorsan változó stresszes környezetben. Az orvostudomány számára is érdekes ez a zaj, ugyanis rezisztenciához vezethet a baktériumoknál és a rákos sejteknél.

## Rádiófrekvenciás zaj
A rádiófrekvenciás zaj forrásai
- A Nap által termelt, rádiófrekvenciás tartományba eső sugárzás.
- A Föld belsejében keletkező zajok
- Kozmikus háttérsugárzás
- Légköri elektromos jelenségek, villámlás
- Ember által alkotott elektronikus eszközök, elektroszmog

Fő szerepe a rádiótávközlésben van, hol a jel vételéhez fontos feltétel, hogy a hasznos jel jól elkülönüljön a zajtól. Ez csak akkor lehetséges, ha a vevőantennán szuperponálódó zaj kisebb, mint a venni kívánt jel.

## TV és videó zaj

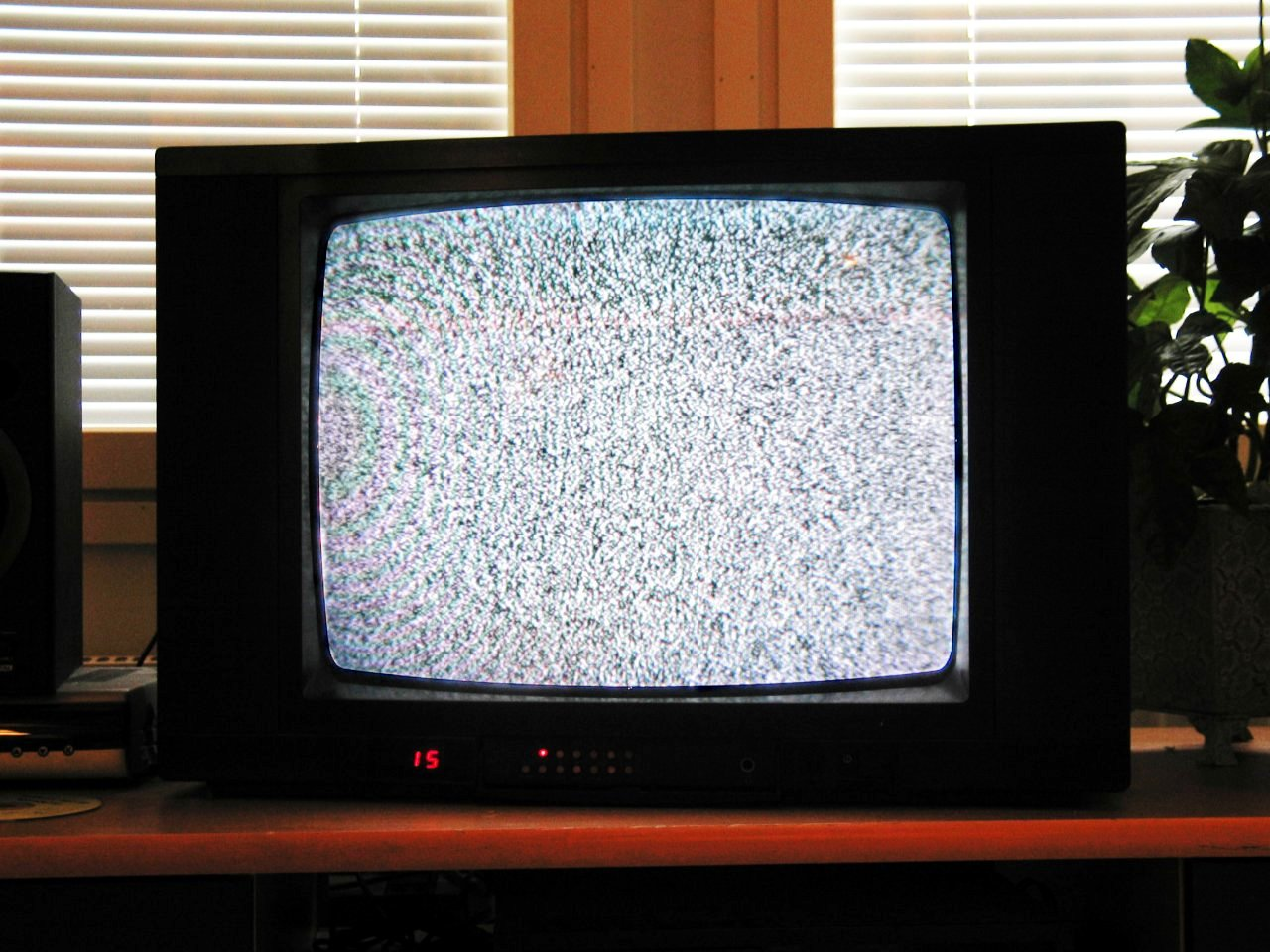
TV zaj

Egyes csillagászok szakmai véleménye szerint a televíziós készülékeinkben látható (az úgy nevezett fekete-fehér „hangyák”) fehér zaj, és a kismértékben hallható sistergés (zaj) forrása körülbelül 10%-ban az ősrobbanás ma is látható/hallható ill. fogható gyenge jele, a kozmikus háttérsugárzás.
A zaj másik részét maga a készülék termeli, nagyrészt a félvezetőkben keletkezik, az elektronok relativisztikus mozgása következtében.
Analóg videórögzítőknél a zaj a mágnesszalagok anyagi struktúrájából származik. A zaj mennyisége és milyensége a mágnesszalagok gyártási technológiájától függ.

## Információátviteli zaj
Az irányítástechnika alapvető igénye az információ átvitele (távközlés). Az információ eredete az érzékelő, vagy alapjel képző. Az ebből származó jelnek (például hőmérséklet távadó jele; ellenőrző jel) háborítatlanul el kell jutnia a szabályozó bemenetére. Nagy méretű rendszereknél a távközlési csatornát esetleg külső zavaró jelek, tehát zaj terhelik. Ilyen lehet egy ellenállás távadónál a vezeték ohmos ellenállása. Ezt vonalkiegyenlítő ellenállással szokás kompenzálni. Vivőfrekvenciás rendszereknél zaj keletkezhet intermodulációból, csillapításból.
Információátvitelnél általában meghatározzák az információ átvitelére használt csatorna jel-zaj viszonyát.

## Termikus zaj
Termikus zaj ("Johnson-zaj"): Elektromos zaj, amely egy ellenállás két vége között a töltéssűrűség állandó szabálytalan változása miatt keletkezik. Ez a töltéskülönbözet a töltéshordozók hőmozgása révén jön létre.

## Hallható zajok osztályozása
A zaj emberi szervezetre gyakorolt hatása a hangosság függvényében a következő:
- 30 dB zajszint pszichés
- 65 dB zajszint vegetatív
- 90 dB zajszint hallószervi
- 120 dB zajszint fájdalomküszöb
- 120-130 dB zajszint maradandó halláskárosodás
- 160 dB zajszint dobhártyarepedés
- 175 dB zajszint halálos

## Fehérzaj
A fehérzaj olyan, hangtechnikában használatos véletlenszerű zaj, amire igaz az, hogy a teljes vizsgált frekvenciatartományban (emberi hangérzékelés esetén 20 Hz – 20 kHz) a hangnyomásszintje állandó.

## Fekete zaj
Fekete zajról akkor beszélünk, amikor egy alkalmazás vagy eszköz értelmezési tartományán kívüli frekvenciatartományban jelenik meg zaj.
Hangfrekvencián értelmezve a zaj spektruma az infrahangok vagy az ultrahangok tartományába esik. Hallható hatása nincs, viszont az erősítőáramköröket terheli.

## Sötét zaj
Sötét zajnak nevezik azt a zajt, ami egy fotodiódán, vagy fényképezőgép CCD-jén keletkezik olyankor, amikor semmilyen fényhatás nem éri.

## Zajok színképei
A színkép egy adott zaj vagy hang hangnyomásszint értékeinek a frekvencia függvényében történő ábrázolása. Megkülönböztetünk folytonos színképet, amikor nagyjából minden frekvencián van valamekkora hangnyomásszint érték, és vonalas színképet, amikor csak bizonyos frekvenciákon van hangnyomásszint.
Néhány színképnek gyakorlati jelentőségük miatt külön nevet adtak. Ilyen a fehérzaj, szürke zaj és a rózsaszín zaj, stb...

## Lásd még
- Aktív szűrő
- Zajszennyezés
- Elektroszmog
- Vonatzaj